# Fjallsárlón
Fjallsárlón ist ein Gletschersee am südlichen Ende des isländischen Gletschers Vatnajökull.
Er liegt etwa 25 km östlich vom Skaftafell-Nationalpark entfernt in der Nähe des bekannteren Sees Jökulsárlón auf dem Breiðamerkursandur in der Gemeinde Hornafjörður.
Mit dem Breiðárlón ist er durch den Fluss Breiðá verbunden. Oberhalb des Sees befindet sich der Vulkan Öræfajökull, dessen höchster Gipfel Hvannadalshnúkur jedoch vom See aus nicht sichtbar ist. Vom Öræfajökull reicht dessen Auslassgletscher Fjallsjökull bis zum See hinab, in den seine Gletscherzunge kalbt. Die Eisberge haben hier allerdings kleinere Ausmaße als im Jökulsárlón.
An seinen recht stillen Ufern nisten im Juni die großen Skuas, vor denen sich Wanderer in Acht nehmen sollten.
Am 25. Juni 2017 wurde von der Umweltministerin Björt Ólafsdóttir ein Teil des Fjallsárlóns unter Schutz gestellt und gehört jetzt zusammen mit dem Jökulsárlón und einem Teil des Breiðamerkursandur zum Vatnajökull-Nationalpark.